# Stephanie Williams
Stephanie Williams (Eastlake, 29 aprile 1997) è una pallavolista statunitense, schiacciatrice del Neuchâtel.

## Carriera

### Club
La carriera pallavolistica di Stephanie Williams inizia nei tornei scolastici dell'Ohio, giocando per la Notre Dame-Cathedral Latin. Continua a giocare a livello universitario, entrando a far parte del programma della Pittsburgh, con la quale partecipa alla NCAA Division I dal 2016 al 2019.
Nel gennaio 2020 firma il suo primo contratto professionistico per disputare la seconda metà della Lega Nazionale A 2019-20, in Svizzera, vestendo la maglia del Neuchâtel.